# Savona Foot-Ball Club 1979-1980
Questa voce raccoglie le informazioni riguardanti il Savona Foot-Ball Club nelle competizioni ufficiali della stagione 1979-1980.

## Rosa
| N. |                   | Ruolo | Calciatore         |
| -- | ----------------- | ----- | ------------------ |
|    | Italia (bandiera) | A     | Stefano Altovino   |
|    | Italia (bandiera) | C     | Adriano Baesso     |
|    | Italia (bandiera) |       | Buttera            |
|    | Italia (bandiera) | C     | Giovanni Cavaliere |
|    | Italia (bandiera) | C     | Renato Cavalli     |
|    | Italia (bandiera) | D     | Renato Dainese     |
|    | Italia (bandiera) | D     | Gugliemo Fulcner   |
|    | Italia (bandiera) | D     | Renato Gola        |
|    | Italia (bandiera) |       | Grosso             |
|    | Italia (bandiera) | D     | Giampaolo Maglio   |
|    | Italia (bandiera) | A     | Antonio Marcolini  |

| N. |                   | Ruolo | Calciatore        |
| -- | ----------------- | ----- | ----------------- |
|    | Italia (bandiera) | C     | Sebastiano Pincio |
|    | Italia (bandiera) | A     | Pierino Prati     |
|    | Italia (bandiera) | C     | Angelo Ratto      |
|    | Italia (bandiera) | D     | Graziano Scremin  |
|    | Italia (bandiera) | A     | Mario Serratore   |
|    | Italia (bandiera) | C     | Giuseppe Testa    |
|    | Italia (bandiera) | P     | Fulvio Zappa      |
|    | Italia (bandiera) | P     | Walter Zenga      |
|    | Italia (bandiera) | C     | Oliviero Zorzetto |
|    | Italia (bandiera) | C     | Vladimiro Zunino  |

## Risultati

### Campionato

#### Girone di andata
| 30 settembre 1979 1ª giornata | Savona | 4 – 1 | Città di Castello |  |

| 7 ottobre 1979 2ª giornata | Albese | 0 – 0 | Savona |  |

| 14 ottobre 1979 3ª giornata | Savona | 1 – 0 | Imperia |  |

| 21 ottobre 1979 4ª giornata | Rondinella | 1 – 1 | Savona |  |

| 28 ottobre 1979 5ª giornata | Savona | 1 – 1 | Spezia |  |

| 4 novembre 1979 6ª giornata | Carrarese | 1 – 0 | Savona |  |

| 11 novembre 1979 7ª giornata | Savona | 0 – 0 | Sangiovannese |  |

| 18 novembre 1979 8ª giornata | Prato | 1 – 0 | Savona |  |

| 25 novembre 1979 9ª giornata | Montecatini | 0 – 0 | Savona |  |

| 2 dicembre 1979 10ª giornata | Savona | 1 – 1 | Cerretese |  |

| 9 dicembre 1979 11ª giornata | Siena | 1 – 0 | Savona |  |

| 16 dicembre 1979 12ª giornata | Savona | 2 – 2 | Pavia |  |

| 30 dicembre 1979 13ª giornata | Derthona | 1 – 1 | Savona |  |

| 6 gennaio 1980 14ª giornata | Savona | 0 – 1 | Lucchese |  |

| 13 gennaio 1980 15ª giornata | Grosseto | 2 – 1 | Savona |  |

| 20 gennaio 1980 16ª giornata | Savona | 2 – 1 | Sansepolcro |  |

| 27 gennaio 1980 17ª giornata | Pietrasanta | 1 – 1 | Savona |  |

#### Girone di ritorno
| 3 febbraio 1980 18ª giornata | Città di Castello | 2 – 1 | Savona |  |

| 11 febbraio 1980 19ª giornata | Savona | 1 – 1 | Albese |  |

| 17 febbraio 1980 20ª giornata | Imperia | 0 – 0 | Savona |  |

| 24 febbraio 1980 21ª giornata | Savona | 1 – 0 | Rondinella |  |

| 2 marzo 1980 22ª giornata | Spezia | 2 – 0 | Savona |  |

| 9 marzo 1980 23ª giornata | Savona | 2 – 0 | Carrarese |  |

| 16 marzo 1980 24ª giornata | Sangiovannese | 2 – 0 | Savona |  |

| 23 marzo 1980 25ª giornata | Savona | 0 – 0 | Prato |  |

| 30 marzo 1980 26ª giornata | Savona | 1 – 0 | Montecatini |  |

| 13 aprile 1980 27ª giornata | Cerretese | 1 – 2 | Savona |  |

| 20 aprile 1980 28ª giornata | Savona | 0 – 0 | Siena |  |

| 27 aprile 1980 29ª giornata | Pavia | 1 – 1 | Savona |  |

| 11 maggio 1980 30ª giornata | Savona | 1 – 1 | Derthona |  |

| 18 maggio 1980 31ª giornata | Lucchese | 2 – 1 | Savona |  |

| 25 maggio 1980 32ª giornata | Savona | 1 – 0 | Grosseto |  |

| 1º giugno 1980 33ª giornata | Sansepolcro | 1 – 0 | Savona |  |

| 8 giugno 1980 34ª giornata | Savona | 4 – 2 | Pietrasanta |  |